# Natasha Bertrand
Natasha Bertrand (cuyo apellido se pronuncia  /ˈbɜːrtrænd/) es una periodista estadounidense quien es corresponsal en el Pentágono para CNN y cubre seguridad nacional.
Ha sido ganadora de dos premios Emmy.

## Primeros años de vida
Bertrand asistió a la universidad Vassar College en Nueva York y a la Escuela de Economía de Londres en Londres, donde se especializó en ciencias políticas y filosofía y de donde se graduó en 2014.

## Carrera
Bertrand realizó prácticas en la Asociación de la Industria del Petróleo y el Gas (cuyo nombre en inglés es Oil and Gas Industry Association) sobre asuntos medioambientales y sociales y trabajó en un grupo de expertos en Madrid estudiando las relaciones de la Unión Europea con los países del norte de África y el oriente medio. Comenzó su carrera periodística en Business Insider como interna en 2014 antes de ser designada como corresponsal política cubriendo principalmente la política exterior y la seguridad nacional de Estados Unidos.  Durante su estancia en Business Insider también informó sobre el expediente Steele, que al final resultó ser un documento falso financiado por Hillary Clinton para difamar a su oponente.  El periodista estadounidense Erik Wemple del Washington Post, otros periodistas y el FBI criticaron a Bertrand y la acusaron de otorgar credibilidad indebida al expediente.  En 2017, Bertrand difundió el bulo de la "buena gente" de Charlottesville de ése año, el cual fue finalmente declarado bulo en 2024.
Bertrand se unió a The Atlantic como redactora en febrero de 2018.  Al poco tiempo se convirtió en analista política de NBC News y MSNBC .  
Bertrand se convirtió en reportera de seguridad nacional para Politico en 2019. Fue una de las escritoras que cubrieron las agencias de espionaje de los Estados Unidos y la investigación del juicio político contra Donald Trump.    Fue incluida en la lista Forbes 30 Under 30 en diciembre de 2020 por revelar la Controversia Trump-Ucrania, que resultó no serlo, ya que el Senado de los Estados Unidos determinó la inocencia de Trump.
Bertand fue una de las promotoras de la noticia falseada  de que el ordenador portátil de Hunter Biden era desinformación rusa; al final, los contenidos de su computadora, incluyendo las fotos de Biden drogándose y en actividades sexuales con prostitutas, fueron validados por CBS News, y por el Washington Post y los contenidos del ordenador fueron parte de la evidencia para  que un jurado le encontrase culpable de múltiples delitos relacionados con armas de fuego.
En 2020, Bertrand promovió la idea de que el virus del covid no provino de un laboratorio.  El Servicio Federal de Inteligencia alemán determinó en 2020 con un 80%-90% que el Instituto de Virología de Wuhan dejó escapar el virus.  En 2021, la inteligencia británica determinó que el virus pudo escaparse de un laboratorio chino.ref name="sundaytimes1">Brown, Larisa (30 de mayo de 2021). «Covid: Wuhan lab leak is 'feasible', say British spies». The Times. Archivado desde el original el 19 de febrero de 2022. Consultado el 19 de febrero de 2022.</ref>  En 2025 la CIA señaló que el virus escapó de un laboratorio chino.
En abril del 2021 Bertrand se unió a CNN como reportera de la Casa Blanca cubriendo seguridad nacional.  Fue ascendida a corresponsal del Pentágono en 2023.
En 2023, Bertrand y su equipo ganaron un Emmy por su cobertura de última hora sobre la invasión rusa de Ucrania .  En 2024, Bertrand ganó un segundo Emmy como corresponsal de seguridad nacional de CNN por su cobertura de la guerra de Gaza . 
En junio de 2025, Bertrand informó sobre una evaluación preliminar de la Agencia de Inteligencia de Defensa que indicaba que los recientes ataques aéreos estadounidenses contra instalaciones nucleares iraníes habían retrasado el programa nuclear de Irán sólo unos pocos meses. La publicación de la evaluación, calificada de poco fiable y basada en información preliminar, y el artículo de Bertrand provocaron duras críticas del presidente Donald Trump, que pidió públicamente el despido de Bertrand y la acusó de difundir noticias falseadas. El gobierno iraní declaró que sus instalaciones nucleares fueron "severamente dañadas".  Las Naciones Unidas declararon que las instalaciones nucleares en Fordow "ya no son operables."  La comisión atómica israelí determinó que los bombardeos detuvieron el programa atómico iraní "por muchos años".